# Darío Conca
Darío Leonardo Conca (General Pacheco, 11 de maio de 1983) é um ex-futebolista argentino que atuava como meio-campista. Era conhecido por sua técnica e habilidade na construção de jogadas com a perna esquerda, principalmente nos dribles e passes. Sua baixa estatura e pouco peso lhe proporcionavam uma agilidade e velocidade que complementavam seu estilo de jogo.
Ganhou notoriedade continental após sua participação na Copa Sul-Americana de 2005 quando, atuando pela Universidad Católica do Chile, foi um dos principais responsáveis pela eliminação do Fluminense da competição. Curiosamente, seria no clube carioca que o jogador viveria o melhor momento de sua carreira, sagrando-se campeão brasileiro em 2010, sendo eleito o melhor jogador do país naquele ano, e tornando-se o segundo jogador de linha a participar de todas as 38 rodadas do Campeonato Brasileiro num mesmo ano na era dos pontos corridos.
Em 2011, ao se transferir para o Guangzhou Evergrande, da China, Conca passou a receber, à época, o terceiro maior salário do planeta para um jogador de futebol, perdendo apenas para o argentino Lionel Messi, do Barcelona, e o português Cristiano Ronaldo, do Real Madrid. Já em 2017, tornou-se o terceiro estrangeiro a defender três dos quatro grandes clubes do Rio. Antes dele, o argentino Alfredo González (na década de 1940 atuou por Fla, Vasco e Botafogo) e o sérvio Dejan Petković (nos anos 2000 teve passagens por Flamengo, Vasco e Fluminense) já haviam alcançado este feito.
Oficialmente aposentado do futebol desde abril de 2019, Conca se dedica a eventos, palestras e à prática do golfe. Mesmo fora dos campos, o atleta segue com a ASJ Consultoria na gestão da sua carreira pós-futebol.

## Carreira

### Início
Descoberto pelo River Plate em 1991 — quando ainda tinha nove anos —, enquanto jogava futebol em sua escola, Conca passou seis meses nas categorias de base do clube argentino até seu desligamento, motivado pela condição econômica de sua família.

### Tigre
Permaneceu sem clube até 1995, quando, com 12 anos, ingressou no Tigre, seu clube do coração. Foi pelo Tigre que Conca fez a sua estreia no futebol profissional, em 1998, com apenas 15 anos, em partida válida pela Segunda Divisão Argentina.

### River Plate
Agora profissional, Conca foi novamente chamado pelo River. Todavia, teve de retornar às categorias de base. Em 2003, quando disputava uma vaga na Seleção Argentina Sub-20 que disputaria o Mundial de 2003 nos Emirados Árabes, o jogador sofreu a pior lesão de sua carreira: uma fratura na perna direita, que o deixou seis meses afastado do futebol.

### Universidad Católica
Em 2004, com 21 anos e preterido no River Plate, acertou com a Universidad Católica, do Chile, por empréstimo. Foi no clube chileno que Conca despontou para o futebol sul-americano. Pela Católica, utilizou a camisa 10 na conquista do Clausura de 2005 e também na breve participação da equipe na Copa Libertadores da América de 2006. Mas foi na Copa Sul-Americana que Conca realmente chamou a atenção: conduziu a equipe chilena às semifinais da competição, onde foi eliminada pelo Boca Juniors, que viria a se sagrar campeão.
Disputou 85 partidas pela Universidad Católica, marcando 15 gols.

### Rosario Central
Em 2006, com o término de seu contrato de empréstimo, foi obrigado a retornar ao River onde, não sendo aproveitado, foi emprestado novamente, dessa vez ao Rosario Central, da Argentina. Teve uma passagem discreta pelo clube. Disputou apenas 11 partidas, com o Rosario ocupando a oitava colocação no Apertura de 2006. Novamente, Conca retornou ao River e, novamente, transferiu-se.[carece de fontes?]

### Vasco da Gama
Em dezembro de 2006, acertou sua transferência para o Vasco da Gama. Conca estreou pelo clube carioca no dia 13 de maio, em partida contra o América de Natal, substituindo o centroavante Alan Kardec. Assumiu a condição de titular em 30 de junho, na derrota por 3–1 para o Cruzeiro[carece de fontes?] e marcou seus dois primeiros gols pelo clube na partida seguinte, uma goleada de 4–0 sobre o Santos. Atuando com a camisa 8, Conca chegou a ser escalado como segundo atacante da equipe, formando dupla com Leandro Amaral. Já chamava atenção a habilidade, agilidade e determinação do franzino argentino, que viria a marcar seis gols no Brasileirão daquele ano, competição na qual o Vasco terminou na 10ª posição.[carece de fontes?]
Pela Copa Sul-Americana de 2007, disputou cinco partidas pelo Vasco, marcando apenas um gol. Com a camisa cruzmaltina Conca atuou em 50 partidas, tendo marcado oito gols. [carece de fontes?]

### Fluminense

#### 2008
O contrato de Conca com o Vasco se encerrava em 6 de janeiro de 2008, e foram iniciadas as negociações para a renovação. Porém, o River Plate - dono dos direitos federativos do jogador - anunciou que só o negociaria em definitivo. O Vasco não era o único clube interessado no jogador e, apesar do empresário do jogador afirmar que ele não defenderia outro clube brasileiro, o então presidente do Fluminense, Roberto Horcades, foi à imprensa e apresentou um contrato firmado com o jogador. Com isso, Conca foi anunciado pelo Fluminense como um dos reforços do clube para a disputa da Copa Libertadores de 2008.
No Fluminense, teve a oportunidade de trabalhar novamente com Renato Gaúcho, que fora seu treinador no Vasco da Gama. Estreou pelo clube tricolor em 2 de fevereiro de 2008, em partida válida pelo Campeonato Carioca daquele ano, substituindo o volante Arouca no empate em 1–1 contra o Boavista. Marcou seu primeiro gol em 1º de março, na vitória de 3–1 sobre a Cabofriense. Com o início da Copa Libertadores, foi poupado das primeiras partidas do Fluminense no Campeonato Brasileiro de 2008 e, apesar de ter iniciado a primeira partida da equipe pela competição continental no banco de reservas, formou, com Thiago Neves, o meio-campo titular do clube carioca durante o restante da competição. Mesmo assumindo um papel de coadjuvante em relação à Thiago, Conca foi decisivo para a boa campanha tricolor na competição: em 30 de abril, nas oitavas-de-final, marcou o gol da vitória da equipe sobre o Atlético Nacional da Colômbia. No primeiro jogo da final, disputado no Equador, contra a LDU, Conca também marcou, muito embora tenha desperdiçado sua cobrança de pênalti no jogo decisivo.[carece de fontes?]
Após a perda do título da Libertadores e a com a transferência de alguns dos principais jogadores da equipe para outros clubes (como Thiago Neves e Gabriel), Conca assumiu a responsabilidade de livrar o clube do risco de rebaixamento. Com a demissão de Renato Gaúcho e a malograda passagem de Cuca pela equipe, coube à René Simões salvar o clube da degola. Na reta final do Brasileirão daquele ano, Conca chegou a atuar sozinho na armação, à frente de uma linha de três volantes.[carece de fontes?]

#### 2009
Em 2009, um imbróglio atrasou a renovação de seu contrato com o Fluminense, o que atraiu o interesse de outros clubes, incluindo o Flamengo, principal rival do tricolor. Diante da perspectiva de perder o seu mais novo xodó, a torcida tricolor iniciou uma campanha na internet para que, através de uma "vaquinha", os próprios tricolores comprassem o passe do jogador, mantendo-o no clube. Nas primeiras semanas de janeiro, no entanto, ocorreu a renovação, por mais três anos.
Conca teve um mau início de temporada, chegando a ser barrado pelo técnico René Simões no Campeonato Carioca. Com a demissão de Simões, a chegada de Carlos Alberto Parreira ao comando da equipe e a volta de Thiago Neves, Conca voltou a ter um companheiro na armação das jogadas. Foi dele o gol da vitória da reestreia de Parreira no comando da equipe, na vitória por 2–1 sobre o Volta Redonda, em 12 de março. No entanto, teve uma participação discreta na campanha tricolor na Copa do Brasil, encerrada nas quartas de final após empate em 2–2 com o Corinthians. Após uma série de maus resultados que culminaram com a entrada da equipe na zona de rebaixamento do Brasileirão, Parreira foi demitido do cargo de treinador do Fluminense, que anunciou o retorno de Renato Gaúcho ao clube.
Com o retorno de Thiago Neves ao Al-Hilal, Conca viu-se novamente solitário na armação de jogadas do Fluminense, assumindo com Fred a responsabilidade de livrar o Flu da má fase no Campeonato Brasileiro.[carece de fontes?] Em 15 de julho, na derrota por 4–2 para o Internacional, o argentino marcou um gol de cabeça, algo raro para alguém de seu tamanho e porte físico. A má fase de Fred, somada às suas constantes lesões, deixou Conca como único jogador habilidoso do elenco que, em 12 partidas sob o comando de Renato Gaúcho, perdeu seis, empatou cinco e venceu somente uma — uma goleada de 5–1 sobre o Sport, na qual Conca colaborou com duas assistências. Àquela altura, o Fluminense ocupava a penúltima colocação da competição.
No dia 2 de setembro, após a derrota de 2–0 para o Santos, Renato Gaúcho foi demitido e Cuca retornou ao cargo de treinador do Fluminense, que já ocupava a última colocação do campeonato e que, de acordo com o matemático Tristão Garcia, tinha 93% de chances de rebaixamento. Conca marcou o único gol do Fluminense na partida de reesreia do treinador, um empate em 1–1 contra o Náutico. Após três empates, duas derrotas e somente uma vitória, o Fluminense já tinha 98% de chances de ser rebaixado no Campeonato Brasileiro. Porém, em 10 de outubro a equipe iniciou uma arrancada histórica. Após a vitória de 2–1 sobre o Santo André, aquele que viria a ser aclamado como "Time de Guerreiros" pela torcida tricolor emplacou uma série invicta de 11 jogos, comandados por Conca, Fred e Maicon "Bolt", livrando-se do rebaixamento na última rodada, após empate em 1–1 com o Coritiba. Conca foi fundamental nessa reta final, contribuindo com sete assistências e quatro gols para a manutenção do tricolor carioca na elite do futebol nacional, sendo aclamado pela torcida como o "Craque da Galera" do Prêmio Craque do Brasileirão, através de votação popular.
Apesar de não ter marcado nenhum gol, teve importante participação na campanha do vice-campeonato da Copa Sul-Americana, sendo o principal homem da bola parada tricolor, marcando dois gols de falta e concretizando três assistências para o Fluminense.

#### 2010
Aquele que viria a ser o grande ano da carreira do argentino, começou de forma conturbada: após mau desempenho no Carioca, Cuca foi demitido, mesmo mantendo boa campanha na Copa do Brasil. Em seu lugar, assumiu o então tricampeão brasileiro Muricy Ramalho que, em temporadas anteriores, já havia assumido publicamente o seu interesse em treinar o argentino.
A eliminação da Copa do Brasil e o começo ruim no Campeonato Brasileiro logo foram esquecidos conforme o Fluminense de Muricy Ramalho começava a crescer na competição, com Conca se destacando, mesmo com a presença de estrelas como Fred e Deco. O argentino foi eleito vice-capitão da equipe e, com as constantes lesões de Fred, envergou a braçadeira diversas vezes.
Em 5 de dezembro, após vitória de 1–0 sobre o Guarani, o Fluminense sagrou-se tricampeão brasileiro de futebol, com Conca sendo amplamente elogiado. O argentino jogou todas as partidas do campeonato, tornando-se o segundo jogador de linha a participar de todas as partidas do torneio na era dos pontos corridos, terminando a competição como líder isolado de assistências além de nove gols, mesmo tendo atuado durante a reta final com dores no joelho, inserindo de vez o seu nome na galeria dos ídolos do Fluminense.
Pelas suas exibições no Campeonato Brasileiro de 2010, Conca conquistou inúmeros prêmios no Brasil. Foi eleito o Bola de Ouro da revista Placar, tradicional prêmio entregue desde a década de 1970 ao melhor jogador do Campeonato Brasileiro. No Prêmio Craque do Brasileirão, organizado pela Confederação Brasileira de Futebol em parceria com a TV Globo, venceu novamente na categoria "Craque da Galera" pelo voto popular, além do principal prêmio da noite, o de Melhor Jogador. Além de inúmeros prêmios conquistados no Brasil, ganhou reconhecimento na sua terra natal. Tanto a imprensa quanto a população argentina pediram pela convocação do jogador. Não bastante, chegou a ser cogitada a possibilidade de naturalizá-lo brasileiro com o propósito de convocá-lo para a Seleção Brasileira.

#### 2011

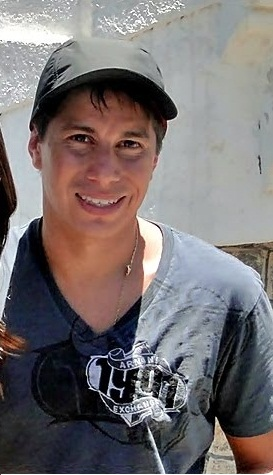
Conca em 2011

O ano de 2011, o quarto de Conca no Fluminense, começou de forma semelhante aos anteriores. Valorizado após o Campeonato Brasileiro de 2010, recebeu sondagens do futebol europeu (do Sevilla, e do Palermo), mas renovou seu contrato por cinco anos com a equipe tricolor.
| “ |  | ” |

Recuperou-se rapidamente da cirurgia no joelho, voltando a treinar com bola antes mesmo do prazo previsto. Todavia, apesar do status de favorito, devido à conquista do Brasileirão no ano anterior, novamente o Fluminense iniciou mal o Campeonato Carioca, sendo eliminado nos pênaltis pelo modesto Boavista na semi-final da Taça Guanabara, tendo Conca desperdiçado a primeira cobrança do tricolor carioca. Ruins também eram os resultados da equipe na Copa Libertadores. Recém-saído da cirurgia no joelho e longe de sua forma ideal, Conca não conseguia ser a referência da equipe na competição. As coisas ficaram piores quando, em 13 de março, após um empate sem gols contra o Flamengo, Muricy Ramalho pediu demissão do cargo de treinador do Fluminense.
Em 20 de abril, numa partida contra o Argentinos Juniors, chegou à sua ducentésima partida com a camisa do Fluminense. Não conseguiu demonstrar, no começo do ano, o futebol que o levou a ser eleito como o grande jogador do futebol brasileiro em 2010. A chegada de Enderson Moreira como interino do comando técnico fez com que Deco e até mesmo Marquinho subissem de produção, mas o argentino não conseguia demonstrar o mesmo nível técnico de outrora.
No início do Campeonato Brasileiro, formando a dupla de meio-campo com um recuperado Deco, Conca voltou a dar lampejos de bom futebol, com bons passes e dribles. Em 12 de junho, recebeu uma proposta oficial do Guangzhou Evergrande, da China, que foi rejeitada pelo jogador, como dito pelo vice-presidente de futebol do Fluminense:
| “ | Os chineses estiveram em São Paulo assistindo o jogo do Fluminense contra o Corinthians. Depois, vieram com a proposta. Fui mostrar ao Conca, mas ele disse que não queria nem olhar. | ” |

### Guangzhou Evergrande
Especulações sobre a incerteza do futuro do jogador no Fluminense cresceram quando o Guangzhou Evergrande apresentou uma terceira proposta pelo argentino, avaliada em 19 milhões de reais, com o jogador recebendo 3 milhões de reais de luvas e um possível salário de quase dois milhões de reais por mês, o que tornaria Conca o terceiro jogador de futebol mais bem pago do planeta. Conca aceitou a proposta, despedindo-se com a camisa tricolor em 30 de junho de 2011, numa vitória por 3–1 sobre o Atlético Paranaense. A transferência foi oficializada em 2 de julho, tornando-se a mais cara da história do futebol chinês. Apresentado oficialmente no dia 12 de julho, recebendo a camisa 15, Conca marcou seu primeiro gol pelo clube chinês logo em sua estreia, uma goleada de 5–0 sobre o Nanchang Bayi. O argentino voltou a balançar as redes no dia 6 de agosto, marcando duas vezes, com direito a um gol de falta, na goleada por 4–0 contra o Qingdao Jonoon. Em 28 de setembro, Conca marcou um gol e deu duas assistências na vitória do Guangzhou por 4–1 sobre o Shaanxi Chanba, triunfo que rendeu, com cinco rodadas de antecipação, o título chinês ao Guangzhou Evergrande. O argentino encerrou o campeonato chinês com 15 partidas disputadas e nove gols marcados pelo Guangzhou, tendo recebido o prêmio de melhor meio-campista do Campeonato Chinês. Em 30 de novembro de 2012, o jogador deixou a China levando os familiares e os pertences, apesar de ainda ter contrato com o clube chinês até julho de 2013, e teria dito em carta deixada ao presidente do clube, Liu Zhuo: "tenho coisas a fazer em minha vida. Uma delas é retornar ao Brasil".
Em 31 de dezembro, contudo, apesar da insistência do Fluminense e das interseções de Conca junto à diretoria do Guangzhou Evergrande, ambas as partes não chegaram a um acordo, fator que força o retorno do jogador à China no dia 3 de janeiro seguinte. Marcou dois gols na vitória do Guangzhou por 4–0 no dia 3 de abril de 2013, pela Liga dos Campeões da Ásia. Marcou um gol contra o Central Coast Mariners, da Austrália, e garantiu a vaga nas quartas de final da competição. Os chineses já tinham vencido o primeiro confronto na casa dos rivais por 2–1 e poderiam até mesmo perder em casa. Com o clube chinês, Darío Conca foi campeão da Liga dos Campeões da Ásia e ajudou o seu time a garantir uma vaga no Mundial, que ocorreu em dezembro e terminou com o Guangzhou em quarto, atrás de Atlético Mineiro, Raja Casablanca e Bayern de Munique.

### Retorno ao Fluminense
Conca acertou sua volta ao Fluminense no dia 9 de novembro de 2013. Ele voltou a vestir a camisa do tricolor carioca em 2014, após assinar um contrato válido por três temporadas, que lhe garantiu cerca de 700 mil reais mensais. Reestreou pela equipe no dia 18 de janeiro, numa derrota por 3–2 para o Madureira, em partida válida pela primeira rodada do Campeonato Carioca. Depois de dois jogos sem marcar, Conca balançou as redes pelo Tricolor numa vitória por 3–1 contra o Nova Iguaçu, em partida válida pelo Campeonato Carioca.
O fim da parceria do clube com a patrocinadora Unimed acarretou em atrasos salariais no elenco, o que levou Conca a deixar o clube.

### Shanghai SIPG
No dia 22 de janeiro de 2015, o Shanghai SIPG anunciou a contratação do meia argentino. A maior da história do clube chinês. O valor da contratação foi alto, cerca de 3 milhões de euros (9,2 milhões de reais). O salário do jogador foi acertado em um pouco mais de R$ 2 milhões mensais. Ele recebeu a camisa de número 10.
Logo na sua primeira temporada, Conca foi o segundo maior garçom do campeonato, com 13 assistências. Ele ficou atrás apenas do ex-cruzeirense Ricardo Goulart, que deu 15 passes para gol pelo Guangzhou Evergrande. Ainda no mesmo ano, o argentino viveu uma fase artilheira, marcando nove vezes nos 29 jogos disputados pelo Campeonato Chinês. Isso o colocou no Top 20 de artilheiros daquela edição, que teve como maior goleador, o ex-são-paulino Aloísio, que marcou 22 gols pelo Shandong Luneng.
No dia 22 de maio de 2016, Conca renovou com a equipe chinesa por mais dois anos. Já no dia 26 de agosto, o meio-campista sofreu uma séria ruptura do ligamento cruzado do joelho esquerdo. A lesão aconteceu na partida contra o Shijiazhuang Ever Bright, válida pela 23ª rodada da Superliga Chinesa. Conca se machucou no momento em que marcou o gol da virada da equipe de Xangai. Por conta dessa lesão, Conca precisou passar por uma cirurgia nos Estados Unidos. A previsão de recuperação foi de seis a oito meses.
Por conta desta lesão, na temporada de 2016 Conca teve um desempenho menos decisivo pelo clube chinês. Foram 27 jogos, com seis gols marcados e outras cinco assistências.

### Flamengo
Em 2 de janeiro de 2017, foi anunciado como novo jogador do Flamengo, assinando por empréstimo de uma temporada. Ele foi o segundo reforço do clube para a temporada de 2017.
Para contratá-lo, o Flamengo, que havia acabado de inaugurar o CT do Ninho do Urubu, ofereceu suas instalações para ajudar na recuperação do atleta. A negociação com os chineses partiu da recuperação de Conca na estrutura rubro-negra e com a assinatura do contrato de empréstimo por um ano. O Flamengo não teve custos na operação e arcou com uma parte de seus salários apenas quando ele voltou a atuar. Um outro detalhe é que, mesmo negociando com o atleta a algum tempo, o jogador só pôde ser anunciado em 2017 por conta de uma cláusula de preferência ao Fluminense no retorno ao Brasil, estabelecida na venda de Conca ao time chinês, que se expirou no último dia de 2016. Caso o atleta acertasse com qualquer outro clube do Brasil senão o Fluminense antes desta data, o Fluminense teria direito a receber aproximadamente R$ 5,2 milhões.
Ao acertar com o Flamengo, Conca tornou-se o 3º estrangeiro a defender três dos quatro grandes clubes do Rio. Antes dele, apenas o argentino Alfredo González, (na década de 40 atuou por Fla, Vasco e Botafogo) e o sérvio Dejan Petković (nos anos 2000 teve passagens por Flamengo, Vasco e Fluminense), já haviam alcançado este feito.
Mesmo com chances mínimas de atuar até o final do Campeonato Carioca, Conca foi inscrito pelo clube na competição. Por conta disso, como o Flamengo foi o campeão do Campeonato Carioca; este foi seu primeiro título com a camisa do clube, mesmo sem ter entrado em campo.
Com um mês de trabalho no clube, Conca completou a etapa de fisioterapia. Assim, a partir de então, ele já estava apto a iniciar trabalhos leves no campo, que são uma espécie de transição da terceira para a quarta e penúltima etapa de recuperação. No mês de março, Conca já estava fazendo trabalhos com a bola. No mês de maio, Conca já estava participando do treinos, dando indícios de que sua estreia estava próxima. No dia 22 de maio de 2017, foi liberado pelo departamento médico Rubro-Negro para estrear pelo Flamengo. Com o discurso de evitar pressa ou queimar as últimas etapas da recuperação do joelho esquerdo, a ideia da comissão técnica do clube era a de que ele pudesse ficar no banco pela primeira vez no dia 4 de junho. Antes disso, porém, ele teria de disputar um jogo-treino. Este jogo treino foi disputado no dia 5 de junho, contra o Mesquita. Conca participou por 47 minutos, e, apesar da disposição em participar da atividade, era nítida sua falta de ritmo de jogo.
No dia 11 de junho, na partida contra o Avaí, Conca foi relacionado pela primeira vez, mas não chegou a entrar em campo.
No jogo seguinte, realizado em 14 de junho (após 10 meses afastado dos gramados, e a cinco no clube), finalmente Conca fez sua estreia pelo Flamengo, numa vitória contra a Ponte Preta, substituindo Diego. As estatísticas do argentino foram: 10 minutos em campo, 10 toques na bola, cinco passes certos, dois passes errados, uma finalização, uma assistência para finalização e uma falta sofrida. Já no dia 30 de agosto, na partida em que o Flamengo empatou em 1–1 com o Paraná, pela Primeira Liga, e, por conta disso, teve de ser decidida nos pênaltis, Conca foi um dos cobradores do Flamengo, e não decepcionou, pois converteu sua cobrança.
Em 9 de dezembro, o rubro-negro liberou o jogador para retornar ao Shanghai SIPG. No total pelo Flamengo, Conca jogou apenas 27 minutos.

### Austin Bold e aposentadoria
Em 23 de setembro de 2018, Conca assinou com o Austin Bold, clube recém-formado de Austin, capital do Texas, que estreou na USL Championship em 2019. Após disputar apenas duas partidas pela equipe americana, Conca anunciou sua aposentadoria do futebol no dia 23 de abril de 2019.
Logo após sua aposentadoria, estreou como palestrante na China, no evento Soccerex, ao lado de Juliano Belletti no painel "Futebol moderno - a perspectiva dos jogadores". O ex-atleta e agora palestrante tem atualmente a gestão da sua nova carreira, assim como a assessoria e o marketing, por conta da ASJ Consultoria.

## Seleção Argentina

### Sub-20
Em 2002, Conca fez nove jogos e um gol pela Seleção Sub-20 da Argentina. Em 2003, Conca foi convocado e cortado, por opção do treinador Hugo Tocalli, do Sul-Americano e do Mundial Sub-20.

### Seleção principal
| “             | Não quero chegar à Seleção porque a imprensa fala muito de mim, quero ir pelo trabalho que faço em campo e pelo respeito que tenho pelo futebol. Faço tudo e se não for suficiente é porque faltou alguma coisa. | ” |
| — Darío Conca | |   |

Mesmo tendo defendido a Seleção Sub-20 da Argentina, Conca jamais foi convocado para jogar pela equipe principal da Argentina. Em 2010, o jornal esportivo argentino Olé realizou uma enquete sobre a convocação de Conca para a Seleção Argentina, e a maioria dos participantes pediu uma chance ao atleta.
Por conta da bela passagem que teve no futebol brasileiro, principalmente na temporada de 2010, fez com que a imprensa brasileira começasse a especular a convocação de Conca para a Seleção Brasileira.

## Seleção Brasileira
| “ | Sempre falei, por tudo que o Brasil tem me dado, que jogaria, sim. Mas acho difícil. | ” |

Em 2010, ainda antes de ser eleito o craque do Campeonato Brasileiro daquele ano, Darío Conca deu início ao seu processo de naturalização no Brasil. Segundo o jogador, seu objetivo para isso não era uma convocação para a Seleção Brasileira, mas apenas facilitar a sua situação no país. O jogador porém admitiu à imprensa, que se um dia fosse convidado a jogar pela Seleção Brasileira, iria pensar seriamente a respeito.

## Estatísticas
Atualizadas até 30 de agosto de 2017[carece de fontes?]

### Clubes
| Clube                | Temporada         | Campeonato nacional | Campeonato nacional | Campeonato nacional | Copa nacional[a] | Copa nacional[a] | Copa nacional[a] | Competições continentais[b] | Competições continentais[b] | Competições continentais[b] | Outros torneios[c] | Outros torneios[c] | Outros torneios[c] | Total | Total | Total   |
| Clube                | Temporada         | Jogos               | Gols                | Assist.             | Jogos            | Gols             | Assist.          | Jogos                       | Gols                        | Assist.                     | Jogos              | Gols               | Assist.            | Jogos | Gols  | Assist. |
| -------------------- | ----------------- | ------------------- | ------------------- | ------------------- | ---------------- | ---------------- | ---------------- | --------------------------- | --------------------------- | --------------------------- | ------------------ | ------------------ | ------------------ | ----- | ----- | ------- |
| Tigre                | 1999–00           | 1                   | 0                   | 0                   | —                | —                | —                | —                           | —                           | —                           | —                  | —                  | —                  | 1     | 0     | 0       |
| Tigre                | Total             | 1                   | 0                   | 0                   | 0                | 0                | 0                | 0                           | 0                           | 0                           | 0                  | 0                  | 0                  | 1     | 0     | 0       |
| River Plate          | 2001–02           | 3                   | 0                   | 0                   | —                | —                | —                | —                           | —                           | —                           | —                  | —                  | —                  | 3     | 0     | 0       |
| River Plate          | 2002–03           | 11                  | 2                   | 0                   | —                | —                | —                | —                           | —                           | —                           | —                  | —                  | —                  | 11    | 2     | 0       |
| River Plate          | Total             | 14                  | 2                   | 0                   | 0                | 0                | 0                | 0                           | 0                           | 0                           | 0                  | 0                  | 0                  | 14    | 2     | 0       |
| Universidad Católica | 2003–04           | 18                  | 2                   | 0                   | —                | —                | —                | —                           | —                           | —                           | —                  | —                  | —                  | 18    | 2     | 0       |
| Universidad Católica | 2004–05           | 24                  | 7                   | 0                   | —                | —                | —                | 10                          | 2                           | 4                           | —                  | —                  | —                  | 34    | 9     | 4       |
| Universidad Católica | 2005–06           | 23                  | 4                   | 0                   | —                | —                | —                | 6                           | 1                           | 0                           | —                  | —                  | —                  | 29    | 5     | 0       |
| Universidad Católica | Total             | 65                  | 13                  | 0                   | 0                | 0                | 0                | 16                          | 3                           | 4                           | 0                  | 0                  | 0                  | 81    | 16    | 4       |
| Rosario Central      | 2006–07           | 13                  | 0                   | 0                   | —                | —                | —                | —                           | —                           | —                           | —                  | —                  | —                  | 13    | 0     | 0       |
| Rosario Central      | Total             | 13                  | 0                   | 0                   | 0                | 0                | 0                | 0                           | 0                           | 0                           | 0                  | 0                  | 0                  | 13    | 0     | 0       |
| Vasco da Gama        | 2007              | 30                  | 6                   | 7                   | 2                | 0                | 0                | 5                           | 1                           | 0                           | 13                 | 1                  | 5                  | 50    | 8     | 12      |
| Vasco da Gama        | Total             | 30                  | 6                   | 7                   | 2                | 0                | 0                | 5                           | 1                           | 0                           | 13                 | 1                  | 5                  | 50    | 8     | 12      |
| Fluminense           | 2008              | 30                  | 4                   | 5                   | —                | —                | —                | 14                          | 2                           | 4                           | 12                 | 2                  | 0                  | 56    | 8     | 9       |
| Fluminense           | 2009              | 36                  | 7                   | 11                  | 2                | 0                | 1                | 9                           | 2                           | 1                           | 17                 | 4                  | 1                  | 64    | 13    | 14      |
| Fluminense           | 2010              | 38                  | 9                   | 19                  | 6                | 0                | 1                | 0                           | 0                           | 0                           | 16                 | 5                  | 7                  | 60    | 14    | 27      |
| Fluminense           | 2011              | 7                   | 1                   | 0                   | —                | —                | —                | 8                           | 1                           | 1                           | 12                 | 2                  | 4                  | 27    | 4     | 5       |
| Fluminense           | Total             | 111                 | 21                  | 35                  | 8                | 0                | 2                | 31                          | 5                           | 6                           | 57                 | 13                 | 12                 | 207   | 39    | 55      |
| Guangzhou Evergrande | 2011              | 15                  | 9                   | 8                   | —                | —                | —                | —                           | —                           | —                           | —                  | —                  | —                  | 15    | 9     | 8       |
| Guangzhou Evergrande | 2012              | 24                  | 10                  | 12                  | 2                | 1                | 0                | 9                           | 6                           | 3                           | 1                  | 0                  | 0                  | 36    | 17    | 15      |
| Guangzhou Evergrande | 2013              | 26                  | 14                  | 9                   | 4                | 3                | 1                | 14                          | 8                           | 5                           | 4                  | 3                  | 0                  | 48    | 28    | 15      |
| Guangzhou Evergrande | Total             | 65                  | 33                  | 29                  | 6                | 4                | 1                | 23                          | 14                          | 8                           | 5                  | 3                  | 0                  | 99    | 54    | 38      |
| Fluminense           | 2014              | 37                  | 9                   | 10                  | 5                | 3                | 0                | 2                           | 0                           | 1                           | 16                 | 4                  | 2                  | 60    | 16    | 13      |
| Fluminense           | 2015              | —                   | —                   | —                   | —                | —                | —                | —                           | —                           | —                           | 2                  | 0                  | 0                  | 2     | 0     | 0       |
| Fluminense           | Total             | 37                  | 9                   | 5                   | 5                | 3                | 0                | 2                           | 0                           | 1                           | 18                 | 4                  | 2                  | 62    | 16    | 8       |
| Shanghai SIPG        | 2015              | 29                  | 9                   | 13                  | 2                | 2                | 1                | —                           | —                           | —                           | —                  | —                  | —                  | 31    | 11    | 14      |
| Shanghai SIPG        | 2016              | 17                  | 4                   | 4                   | 2                | 0                | 0                | 8                           | 2                           | 1                           | —                  | —                  | —                  | 27    | 6     | 5       |
| Shanghai SIPG        | Total             | 46                  | 13                  | 17                  | 4                | 2                | 1                | 8                           | 2                           | 1                           | 0                  | 0                  | 0                  | 58    | 17    | 19      |
| Flamengo             | 2017              | 2                   | 0                   | 0                   | 0                | 0                | 0                | 0                           | 0                           | 0                           | 1                  | 0                  | 0                  | 3     | 0     | 0       |
| Flamengo             | Total             | 2                   | 0                   | 0                   | 0                | 0                | 0                | 0                           | 0                           | 0                           | 1                  | 0                  | 0                  | 3     | 0     | 0       |
| Total na carreira    | Total na carreira | 384                 | 97                  | 93                  | 25               | 9                | 4                | 85                          | 25                          | 20                          | 94                 | 21                 | 19                 | 588   | 152   | 136     |

- a. ^ Jogos da Copa do Brasil e Copa da China
- b. ^ Jogos da Copa Sul-Americana, Copa Libertadores da América e Liga dos Campeões da AFC
- c. ^ Jogos amistosos, Campeonato Carioca, Supercopa da China, Mundial de Clubes da FIFA, Florida Cup e Primeira Liga do Brasil

|                      | Data                   | Local                                                      | Resultado | Adversário               | Gols | Assist. | Competição                      |
| -------------------- | ---------------------- | ---------------------------------------------------------- | --------- | ------------------------ | ---- | ------- | ------------------------------- |
| Universidad Católica |                        |                                                            |           |                          |      |         |                                 |
|                      | 11 de agosto de 2005   | Nacional, Santiago, Chile                                  | 2–1       | Universidad de Chile     | 0    | 1       | Copa Sul-Americana de 2005      |
|                      | 25 de agosto de 2005   | Nacional, Santiago, Chile                                  | 0–1       | Universidad de Chile     | 0    | 0       | Copa Sul-Americana de 2005      |
|                      | 30 de agosto de 2005   | San Carlos de Apoquindo, Santiago, Chile                   | 5–0       | Alianza Atlético         | 1    | 1       | Copa Sul-Americana de 2005      |
|                      | 7 de setembro de 2005  | Miguel Grau, Piura, Peru                                   | 0–2       | Alianza Atlético         | 0    | 0       | Copa Sul-Americana de 2005      |
|                      | 13 de setembro de 2005 | RFK Stadium, Washington, D.C., Estados Unidos              | 1–1       | D.C. United              | 0    | 0       | Copa Sul-Americana de 2005      |
|                      | 5 de outubro de 2005   | San Carlos de Apoquindo, Santiago, Chile                   | 3–2       | D.C. United              | 1    | 0       | Copa Sul-Americana de 2005      |
|                      | 18 de outubro de 2005  | São Januário, Rio de Janeiro, Brasil                       | 1–2       | Fluminense               | 0    | 0       | Copa Sul-Americana de 2005      |
|                      | 9 de novembro de 2005  | San Carlos de Apoquindo, Santiago, Chile                   | 2–0       | Fluminense               | 0    | 1       | Copa Sul-Americana de 2005      |
|                      | 23 de novembro de 2005 | La Bombonera, Buenos Aires, Argentina                      | 2–2       | Boca Juniors             | 0    | 1       | Copa Sul-Americana de 2005      |
|                      | 1 de dezembro de 2005  | San Carlos de Apoquindo, Santiago, Chile                   | 0–1       | Boca Juniors             | 0    | 0       | Copa Sul-Americana de 2005      |
| Vasco da Gama        |                        |                                                            |           |                          |      |         |                                 |
| 110.                 | 14 de janeiro de 2007  | Estádio do Trabalhador, Resende, Brasil                    | 4–0       | Villa Rio                | 1    | 1       | Amistoso                        |
| 111.                 | 20 de janeiro de 2007  | Estádio do Trabalhador, Resende, Brasil                    | 3–1       | Portuguesa da Ilha       | 0    | 1       | Amistoso                        |
| Fluminense           |                        |                                                            |           |                          |      |         |                                 |
|                      | 17 de junho de 2009    | Couto Pereira, Curitiba, Brasil                            | 1–0       | Coritiba                 | 0    | 0       | Amistoso                        |
|                      | 17 de junho de 2010    | Engenheiro Araripe, Cariacica, Brasil                      | 2–0       | Rio Branco               | 0    | 0       | Amistoso                        |
| Guangzhou Evergrande |                        |                                                            |           |                          |      |         |                                 |
| 367.                 | 14 de julho de 2011    | Tianhe Stadium, Guangzhou, China                           | 5–0       | Shanghai Shenxin         | 1    | 0       | Superliga Chinesa de 2011       |
| 368.                 | 1 de agosto de 2011    | Estádio dos Trabalhadores, Pequim, China                   | 1–1       | Beijing Guoan            | 0    | 0       | Superliga Chinesa de 2011       |
| 369.                 | 6 de agosto de 2011    | Tianhe Stadium, Guangzhou, China                           | 4–0       | Qingdao Jonoon           | 2    | 0       | Superliga Chinesa de 2011       |
| 370.                 | 12 de agosto de 2011   | Shenyang Olympic Sports Center Stadium, Shenyang, China    | 1–1       | Liaoning Whowin          | 0    | 0       | Superliga Chinesa de 2011       |
| Fluminense           |                        |                                                            |           |                          |      |         |                                 |
|                      | 8 de junho de 2014     | Raulino de Oliveira, Volta Redonda, Brasil                 | 3–5       | Itália                   | 0    | 1       | Amistoso                        |
| 526.                 | 15 de janeiro de 2015  | ESPN Wide World of Sports Complex, Orlando, Estados Unidos | 0–3       | Bayer Leverkusen         | 0    | 0       | Florida Cup de 2015             |
| 527.                 | 17 de janeiro de 2015  | EverBank Field, Jacksonville, Estados Unidos               | 2–3       | Köln                     | 0    | 0       | Florida Cup de 2015             |
| Shanghai SIPG        |                        |                                                            |           |                          |      |         |                                 |
| 528.                 | 7 de março de 2015     | Shanghai Stadium, Shanghai, China                          | 2–1       | Jiangsu Suning           | 0    | 1       | Superliga Chinesa de 2015       |
| 529.                 | 15 de março de 2015    | Jinshan Sports Centre, Shanghai, China                     | 2–0       | Shanghai Shenxin         | 0    | 0       | Superliga Chinesa de 2015       |
| 530.                 | 22 de março de 2015    | Shanghai Stadium, Shanghai, China                          | 2–1       | Guangzhou R&F            | 0    | 0       | Superliga Chinesa de 2015       |
| 531.                 | 5 de abril de 2015     | Centro Olímpico de Tianjin, Tianjin, China                 | 0–0       | Tianjin Teda             | 0    | 0       | Superliga Chinesa de 2015       |
| 583.                 | 20 de julho de 2016    | Shanghai Stadium, Shanghai, China                          | 5–3       | Chongqing Lifan          | 1    | 0       | Superliga Chinesa de 2016       |
| 584.                 | 23 de julho de 2016    | Olímpico de Shenyang, Shenyang, China                      | 1–3       | Liaoning Whowin          | 0    | 0       | Superliga Chinesa de 2016       |
| 585.                 | 19 de agosto de 2016   | Shanghai Stadium, Shanghai, China                          | 4–1       | Shijiazhuang Ever Bright | 1    | 0       | Superliga Chinesa de 2016       |
| Flamengo             |                        |                                                            |           |                          |      |         |                                 |
| 586.                 | 14 de junho de 2017    | Ilha do Urubu, Rio de Janeiro, Brasil                      | 2–0       | Ponte Preta              | 0    | 0       | Campeonato Brasileiro de 2017   |
| 587.                 | 18 de junho de 2017    | Maracanã, Rio de Janeiro, Brasil                           | 2–2       | Fluminense               | 0    | 0       | Campeonato Brasileiro de 2017   |
| 588.                 | 30 de agosto de 2017   | Kleber Andrade, Cariacica, Brasil                          | 1–1 (4–5) | Paraná                   | 0    | 0       | Primeira Liga do Brasil de 2017 |

### Seleção Argentina
Abaixo estão listados todos jogos e gols do futebolista pela Seleção Argentina, desde as categorias de base. Abaixo da tabela, clique em expandir para ver a lista detalhada dos jogos de acordo com a categoria selecionada.
Sub-20
| Ano   |       |      |         |       |
| Ano   | Jogos | Gols | Assist. | Média |
| ----- | ----- | ---- | ------- | ----- |
| 2002  | 9     | 1    | 0       | 0,11  |
| 2003  | 0     | 0    | 0       | 0     |
| Total | 9     | 1    | 0       | 0,11  |

## Títulos
Universidad Católica
- Campeonato Chileno: 2005 (Clausura)

Fluminense
- Campeonato Brasileiro: 2010

Guangzhou Evergrande
- Superliga Chinesa: 2011, 2012 e 2013
- Copa da China: 2012
- Supercopa da China: 2012
- Liga dos Campeões da AFC: 2013

Flamengo
- Campeonato Carioca: 2017

### Prêmios individuais
- Prêmio Craque do Brasileirão - Craque da Galera: 2009
- Bola de Ouro: 2010
- Prêmio Craque do Brasileirão - Melhor jogador: 2010
- Prêmio Craque do Brasileirão - Melhor meia-esquerda: 2010
- Troféu Mesa Redonda - Melhor jogador: 2010
- Troféu Mesa Redonda - Melhor meia-de-ligação: 2010
- Equipe Ideal da América: 2010
- Seleção da Superliga Chinesa: 2011, 2012, 2013 e 2015
- Jogador Mais Valioso (MVP) da Superliga Chinesa: 2013
- FA Copa Chinesa - MVP: 2013
- Equipe ideal da Liga dos Campeões da AFC: 2013
- Artilheiro do Mundial de Clubes: 2013 (2 gols) junto com César Delgado, Ronaldinho e Mouhcine Iajour